# Луи дьо Фрейсине
Луи Клод дьо Фрейсине (на френски: Louis Claude de Saulces de Freycinet) е френски мореплавател, пътешественик-изследовател, картограф.

## Ранни години (1779 – 1800)
Роден е на 7 август 1779 година в градчето Монтелимар, регион Оверн-Рона-Алпи, Франция. През 1793, на 14-годишна възраст, заедно с брат си, постъпва във Френския военноморски флот, а на 17-годишна възраст получава първото си офицерско звание.

## Експедиционна дейност (1800 – 1821)

### Участие в експедицията на Никола-Тома Боден (1800 – 1803)
От 1800 до 1803 участва в експедицията на Никола-Тома Боден, която изследва части от крайбрежието на Австралия и остров Тасмания. След смъртта на Боден на остров Мавриций през септември 1803, Фрейсине става ръководител на експедицията и я връща във Франция.
През 1815 е публикувана книгата му „Voyage de découvertes aux terres australes“, съдържаща описание на плаването от 1800 – 1803 и същевременно провежда подготовка за нова експедиция.

### Околосветско плаване (1817 – 1820)
От 17 декември 1817 до 13 ноември 1820 на кораба „Уран“ извършва околосветско плаване, като основната цел на експедицията е етнографско изучаване на народите населяващи островите в Тихия океан. В течение на три години Фрейсине посещава Австралия, Нова Гвинея, Адмиралтейските о-ви, Каролинските о-ви и остров Гуам (март 1819). Три месеца пребивава на Марианските о-ви, от където се отправя към Хавайските о-ви, а след това към архипелага Самоа и Куковите о-ви. На 19 октомври 1819 в архипелага Самоа открива атола Роз (14°33′ ю. ш. 168°09′ з. д. / 14.55° ю. ш. 168.15° з. д.). След това французите се насочват към Австралия, там пребиват повече от месец и през Тихия океан се насочват към Франция. На 14 февруари 1820 около Фолклъндските о-ви корабът „Уран“ претърпява корабокрушение, но всички моряци и материали са спасени и на 13 ноември 1820 благополучно се прибират в родината.
Експедицията събира голямо количество етнографски, исторически и географски материал, който е сортиран, класифициран и описан в издадената от него двутомна книга през 1839 г. под заглавието: „Voyage autour du monde... executé sur les corvettes... de l'Uranie pendent les années 1817, 1818, 1819 et 1820“.

## Следващи години (1821 – 1841)
През 1821 е един от основателите на Парижко географско дружество, а от 1825 е член на Френската академия на науките.
Умира на 18 август 1841 година в семейния замък „Freycinet“ близо до Солс-сюр-Рон, департамент Дром, на 62-годишна възраст.

## Памет
Неговото име носят:
- връх Фрейсине (42°13′ ю. ш. 148°18′ и. д. / 42.216667° ю. ш. 148.3° и. д., 620 м), на п-ов Фрейсине;
- национален парк Фрейсине (42°13′ ю. ш. 148°18′ и. д. / 42.216667° ю. ш. 148.3° и. д.), на п-ов Фрейсине;
- нос Фрейсине (34°06′ ю. ш. 115°00′ и. д. / 34.1° ю. ш. 115° и. д.), на югозападния бряг на щата Западна Австралия;
- остров Фрейсине (26°24′ ю. ш. 113°37′ и. д. / 26.4° ю. ш. 113.616667° и. д.), в Индийския океан, край западния бряг на щата Западна Австралия;
- п-ов Фрейсине (42°13′ ю. ш. 148°18′ и. д. / 42.216667° ю. ш. 148.3° и. д.), в югоизточната част на остров Тасмания.